# Lublins vojvodskap

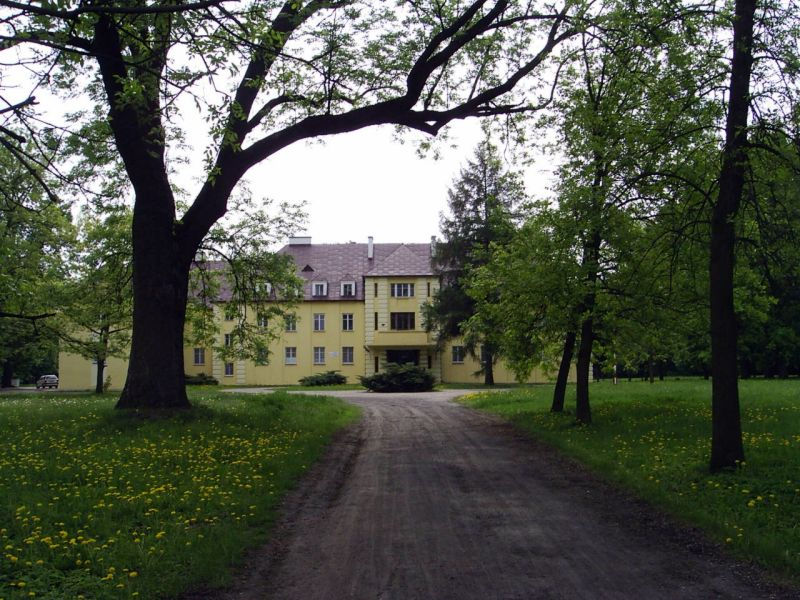
Potockis palats i Międzyrzec Podlaski.

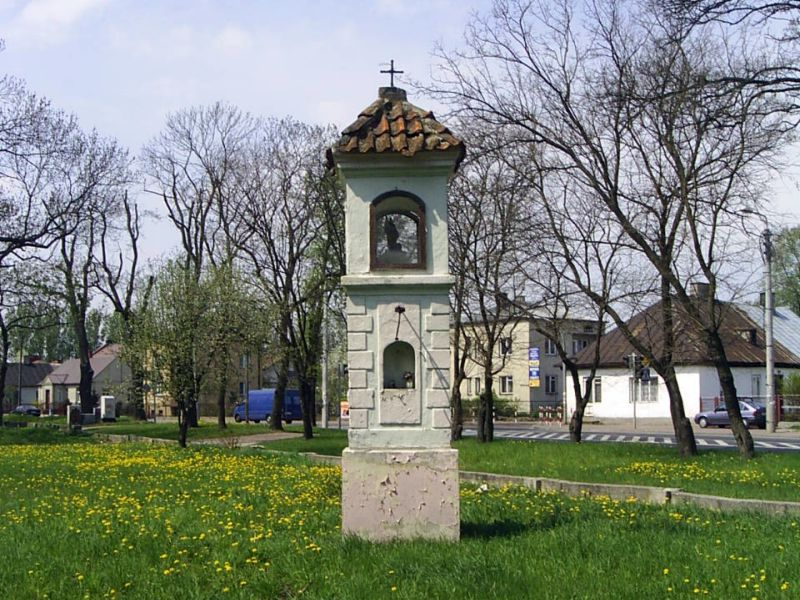
Gammalt kapell.

Lublins vojvodskap (polska Województwo lubelskie) är ett vojvodskap i östra Polen med en yta på 25 123 km² och omkring 2 152 000 invånare (2014). Det gränsar till Podlasiens, Masoviens, Święty Krzyż och Nedre Karpaternas vojvodskap samt till Ukraina och Vitryssland. Huvudstad är Lublin. Andra större städer är Puławy, Świdnik och Kraśnik.
Vojvodskapet i dess nuvarande form bildades 1 januari 1999 genom att man slog samman de tidigare vojvodskapen Lublin, Chełm, Zamość, Biała Podlaska samt delar av Tarnobrzeg och Siedlce.
Lublins vojvodskap är uppdelat i 24 distrikt (powiat) varav 4 är stadsdistrikt och 20 landsdistrikt.
- Lublin – 358 251
- Chełm – 85 400
- Zamość – 66 674
- Biała Podlaska – 58 047
- Puławy – 55 125
- Świdnik – 42 797
- Kraśnik – 38 767
- Łuków – 30 727
- Biłgoraj – 26 940
- Lubartów – 25 758
- Łęczna – 23 279
- Krasnystaw - 21 043
- Tomaszów Lubelski – 20 261
- Międzyrzec Podlaski - 17 283